# Porto Real do Colégio (ort)
Porto Real do Colégio är en ort i Brasilien.   Den ligger i kommunen Porto Real do Colégio och delstaten Alagoas, i den östra delen av landet, 1 400 km nordost om huvudstaden Brasília. Porto Real do Colégio ligger 10 meter över havet och antalet invånare är 6 001.
Terrängen runt Porto Real do Colégio är platt. Närmaste större samhälle är Propriá, 2,8 km söder om Porto Real do Colégio.
Omgivningarna runt Porto Real do Colégio är en mosaik av jordbruksmark och naturlig växtlighet. Runt Porto Real do Colégio är det ganska tätbefolkat, med 207 invånare per kvadratkilometer.